# NGC 765
NGC 765 is een balkspiraalstelsel in het sterrenbeeld Ram. Het hemelobject werd op 8 oktober 1864 ontdekt door de Duitse astronoom Albert Marth.

## Synoniemen
- PGC 7475
- UGC 1455
- MCG 4-5-25
- ZWG 482.33
- IRAS01559+2439